# Епархии Константинопольской православной церкви
В статье представлены краткие актуальные сведения о епархиях Константинопольской православной церкви (Константинопольского патриархата). Все епархии перечислены по регионам их нахождения в алфавитном порядке. Титулы архиереев совпадают с названиями возглавляемых ими епархий (викариатств), если не указано обратное.

## Традиционные территории

### Турция

Епархии Константинопольской православной церкви в Анатолии.

| Название митрополии               | Греческое название              | Дата основания | Правящий архиерей                | Территория | Приходов | Монастырей | Центр                                                  | Примечания  |
| --------------------------------- | ------------------------------- | -------------- | -------------------------------- | --- | -------- | ---------- | ------------------------------------------------------ | ----------- |
| Деркийская митрополия             | Μητρόπολη Δέρκων                | 491            | митрополит Апостол (с 2011)      | небольшая часть ила Стамбул | 5        |            | Деркос (Дерка, пригород Стамбула) / Ферапия (Θεραπεῖα) | [ 1 ]       |
| Имврийская и Тенедская митрополия | Μητρόπολη Ίμβρου και Τενέδου    | V век          | митрополит Кирилл (с 2020)       | острова Имврос (Гёкчеада) и Тенедос (Бозджаада) | 12       |            | Имврос                                                 |             |
| Константинопольская архиепископия | Αρχιεπισκοπη Κωνσταντινουπολεως |                | патриарх Варфоломей              | Стамбул | 37       |            | Константинополь                                        |             |
| Мирликийская митрополия           |                                 |                | митрополит Хризостом (с 1995)    | |          |            | Мира                                                   |             |
| Принкипонисская митрополия        | Μητρόπολη Πριγκηποννήσων        | 1924           | митрополит Димитрий (с 2018)     | Принцевы острова | 4 (9)    | 1          | Принкипос                                              | [ 2 ]       |
| Халкидонская митрополия           | Μητρόπολη Χαλκηδόνος            | 451            | митрополит Эммануил (с 2021)     | азиатская часть ила Стамбул, Кыркларели (ил) (кроме южных четырёх городов-ильче), северная половина ила Сакарья, Дюздже (иль), Зонгулдак (ил), северная часть ила Болу, | 12       |            | Халкидон                                               | [ 3 ]       |
| Адрианопольская митрополия        | Ιερά Μητρόπολη Αδριανουπόλεως   | 325            | митрополит Амфилохий (с 2014)    | Эдирне (ил), Кыркларели (ил) |          |            | Адрианополь                                            | [ 4 ]       |
| Прусская митрополия               | Μητρόπολη Προύσης               | 1190           | митрополит Иоаким (с 2021)       | Бурса (ил) |          |            | Прусса                                                 | [ 5 ]       |
| Писидийская митрополия            | Μητρόπολη Πισιδίας              |                | митрополит Иов (с 2022)          | Ыспарта (ил), Бурдур (ил), Анталья (ил) | 3        |            | Анталья                                                | [ 6 ]       |
| Силиврийская митрополия           | Μητρόπολη Σηλυβρίας             |                | митрополит Максим (с 2014)       | небольшая часть ила Стамбул |          |            | Селибрия                                               | [ 7 ]       |
| Смирнская митрополия              | Ιερά Μητρόπολη Σμύρνης          |                | митрополит Варфоломей (с 2016)   | центральная часть ила Измир | 1 (4)    |            | Смирна                                                 | [ 7 ] [ 8 ] |
| Эфесская митрополия               | Μητρόπολις Εφέσου               | 325            | митрополит Хризостом (1991—2006) | Территория епархии состоит из двух отдельных секций, которые расположены в илах Измир (разделённой на две части), Айдын и Маниса.                                       |          |            | Кушадасы (ранее Эфес)                                  | [ 9 ]       |

### Греция

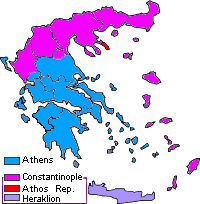
Территориальная организация Православной церкви в Греции: малиновым— в юрисдикции Константинопольского патриархата, тёмнофиолетовым — Полуавтономная церковь Крита.

Основной канонической территорией Константинопольского патриархата до начала XX века была территория Малой Азии и южных Балкан, где среди христиан в основном преобладали греки. После получения частью Греции независимости и образования Элладской церкви в 1850 году к ней отошли епархии на юге современной Греции. В результате епархии на территориях, вошедших в состав Греции позднее, остались (часто лишь формально) в юрисдикции Константинополя.
К их числу относятся епархии т. н. «Новых территорий» (северная Греция), Додеканесских островов и Крита.

#### Додеканес
Епархии Додеканесского архипелага, который вошёл в состав Греции уже после Второй мировой войны.
| Название митрополии             | Греческое название                        | Дата основания | Правящий архиерей                             | Территория                          | Приходов | Монастырей | Центр         | Примечания |
| ------------------------------- | ----------------------------------------- | -------------- | --------------------------------------------- | ----------------------------------- | -------- | ---------- | ------------- | ---------- |
| Карпатская и Касская митрополия | Μητρόπολη Καρπάθου και Κάσου              |                | митрополит Амвросий (Панайотидис) (с 1983)    | острова Карпатос, Касос и Сарья     | 20       | 4          | Аперион       |            |
| Косская митрополия              | Μητρόπολη Κώου και Νισύρου                |                | митрополит Нафанаил (Диакопанайотис) (с 2009) | острова Кос, Нисирос                | 24       | 7          | Кос           |            |
| Леросская митрополия            | Μητρόπολη Λέρου, Καλύμνου και Αστυπαλαίας |                | митрополит Паисий (Аравантинос) (с 2005)      | острова Лерос, Калимнос и Астипалея | 37       | 5          | Лерос         |            |
| Родосская митрополия            | Μητρόπολη Ρόδου                           |                | митрополит Кирилл (Коеракис) (с 2004)         | Родос                               | 64       |            | Родос (город) |            |
| Симийская митрополия            | Μητρόπολη Σύμης                           |                | митрополит Хризостом (Димитриадис) (с 2004)   | остров Сими                         | 18       | 5          | Сими          |            |

#### Критская полуавтономная православная церковь
| Название митрополии                                                                                  | Греческое название                             | Правящий архиерей                                 | Территория                              | Приходов | Монастырей | Центр           |
| --- | ---------------------------------------------- | ------------------------------------------------- | --------------------------------------- | -------- | ---------- | --------------- |
| Аркалохорийская, Кастелийская и Вианнская митрополия митрополия Аркалохориона, Кастеллиона и Вианоса | Μητρόπολη Αρκαλοχωρίου, Καστελλίου και Βιάννου | митрополит Андрей (Нанакис) (с 2001)              | восток нома Ираклион                    |          |            | Аркалохорион    |
| Гортинская и Аркадийская епархия митрополия Гортины и Аркадии                                        | Μητρόπολη Γορτύνης και Αρκαδίας                | митрополит Макарий (Дулуфакис) (с 2005)           | юго-запад нома Ираклион                 |          |            | Мире            |
| Иерапитнийская и Ситийская епархия митрополия Иерапитны и Ситии                                      | Μητρόπολη Ιεραπύτνης και Σητείας               | митрополит Евгений (Политис) (с 1994)             | юг нома Ласитион (восток Крита)         |          |            | Иерапетра       |
| Кидонийская и Апокоронская епархия митрополия Кидонии и Апокороноса                                  | Μητρόπολη Κυδωνίας και Αποκορώνου              | митрополит Дамаскин (Папаянакис) (с 2006)         | центр и восток нома Ханья (запад Крита) |          |            | Ханья           |
| Кисамосская и Селинская епархия митрополия Кисамоса и Селино                                         | Μητρόπολη Κισάμου και Σελίνου                  | митрополит Амфилохий (Андроникакис) (с 2005)      | запад нома Ханья (запад Крита)          |          |            | Кисамос         |
| Критская архиепископия (Ираклионская) Кносское викариатство                                          | Αρχιεπισκοπή Κρήτης                            | архиепископ Ириней (Афанасиадис) (с 2006) епископ | север нома Ираклион                     |          |            | Ираклион        |
| Ламбийско-Сивритосская и Сфакийская епархия митрополия Ламбы, Сивритоса и Сфакии                     | Μητρόπολη Λάμπης, Συβρίτου και Σφακίων         | митрополит Ириней (Месархакис) (с 1990)           | юг нома Ретимни                         |          |            | Спилион         |
| Петрийская и Херсонисская епархия митрополия Петры и Херсонисоса                                     | Μητρόπολη Πέτρας και Χερρονήσου                | митрополит Нектарий (Пападакис) (с 1990)          | север нома Ласитион (восток Крита)      | 81       |            | Неаполис (Крит) |
| Ретимнийская и Авлопотамосская епархия митрополия Ретимни и Авлопотамоса                             | Μητρόπολη Ρεθύμνης και Αυλοποτάμου             | митрополит Евгений (Антонопулос) (2010-)          | север нома Ретимни                      |          |            | Ретимнон        |

#### Епархии «Новых территорий»
В эту категорию входят епархии на территориях, вошедших в состав Греческого государства после Балканских войн в начале XX века, то есть после образования Элладской Церкви (1850 год). Это территории Эпира, Македонии, Фракии и островов в северной части Эгейского моря. По сути они имеют двойное подчинение — Константинопольскому Патриархату и Элладской Церкви, что урегулировано соответствующими договорённостями, достигнутыми в 1928 году. К настоящему времени подчинённость этих епархий Константинополю скорее формальная. Фактически статус этих епископий почти не отличается от статуса прочих епархий Элладской Церкви. К митрополиям «новых территорий» (греч. Μητροπόλεις Νέων Χωρῶν) относятся следующие митрополии:
| Название митрополии                                | Греческое название                                 | Дата основания | Правящий архиерей                  | Территория                                     | Приходов и монастырей | Центр                                                      | Примечания |
| -------------------------------------------------- | -------------------------------------------------- | -------------- | ---------------------------------- | ---------------------------------------------- | --------------------- | ---------------------------------------------------------- | ---------- |
| Александрупольская митрополия                      | Μητρόπολη Αλεξανδρουπόλεως και Τραϊανουπόλεως      |                | Анфим (Кукуридис) (с 2004)         | Южная часть нома Эврос и остров Самотраки      | 61+2                  | Александруполис                                            | [ 11 ]     |
| Верийская митрополия                               | Μητρόπολη Βεροίας και Ναούσης                      |                | Пантелеимон (Калпакидис) (с 1994)  |                                                | 108+2                 | Верия                                                      | [ 12 ]     |
| Гревенская митрополия                              | Μητρόπολη Γρεβενῶν                                 |                | Сергий (Сигалас) (с 1976)          | Западная Македония                             | 96+1                  | Гревена                                                    |            |
| Гуменисская митрополия                             | Μητρόπολη Γουμενίσσης, Αξιουπόλεως και Πολυκάστρου |                | Димитрий (Бекярис) (с 1991)        |                                                | 48+3                  | Гуменисса                                                  |            |
| Дидимотихская митрополия                           | Μητρόπολη Διδυμοτείχου και Ορεστιάδος              |                | Дамаскин (Карпатакис)              |                                                |                       | Дидимотика                                                 |            |
| Драмская митрополия                                | Μητρόπολη Δράμας                                   |                | Павел (Апостолидис) (с 2005)       |                                                | 103+4                 | Драма                                                      |            |
| Дриинопольская митрополия                          | Μητρόπολη Δρυϊνουπόλεως, Πωγωνιανής και Κονίτσης   |                | Андрей (Трембелас) (с 1995)        | западная Янина (Эпир)                          | 96+3                  | Делвинакион                                                |            |
| Зихнийская и Неврокопийская митрополия             | Μητρόπολη Ζιχνών και Νευροκοπίου                   |                | Иерофей (Цолиакос) (с 2003)        |                                                | 69+5                  | Неа-Зихни                                                  |            |
| Иерисская, Святогорская и Ардамерийская митрополия | Μητρόπολη Ιερισσού, Αγίου Όρους και Αρδαμερίου     |                | Феоклит (Афанасопулос) (с 2012)    |                                                | 52+6                  | Арнея                                                      |            |
| Кассандрийская митрополия                          | Μητρόπολη Κασσανδρείας                             |                | Никодим (Коракис) (с 2001)         |                                                | 78+7                  | Полийирос                                                  |            |
| Касторийская митрополия                            | Μητρόπολη Καστορίας                                |                | Серафим (Папакостас) (с 1996)      |                                                | 122+6                 | Кастория                                                   |            |
| Китрская митрополия                                | Μητρόπολη Κίτρους                                  |                | Агафоник (Фатурос) (с 1985)        |                                                | 80+6                  | Катерини                                                   |            |
| Ксантийская митрополия (Ксанфская)                 | Μητρόπολη Ξάνθης                                   |                | Пантелеимон (Калафатис) (с 1995)   |                                                | 84+4                  | Ксанти                                                     |            |
| Лангадасская митрополия (Ланкадасская)             | Μητρόπολη Λαγκαδά                                  |                | Иоанн (Тассьяс) (с 2010)           |                                                |                       | Лангадас                                                   |            |
| Лемносская митрополия (Лимнская)                   | Μητρόπολη Λήμνου                                   |                | Иерофей (Гарифалос) (с 1988)       | острова Лемнос и Айос-Эфстратиос               | 37+                   | Мирина (Лемнос)                                            |            |
| Маронийская митрополия                             | Μητρόπολη Μαρωνείας και Κομοτηνής                  |                | Дамаскин (Румелиотис) (с 1974)     |                                                | 70+4                  | Комотини                                                   |            |
| Митилинская митрополия                             | Μητρόπολη Μυτιλήνης                                |                | Иаков (Франдзис) (с 1988)          | Лесбос                                         | 72+4                  | Митилини (Лесбос)                                          |            |
| Мифимнийская митрополия                            | Μητρόπολη Μηθύμνης                                 |                | Хризостом (Каламатианос) (с 1984)  | Лесбос                                         | 37+3                  | Каллони                                                    |            |
| Неапольская митрополия                             | Μητρόπολη Νεαπόλεως και Σταυρουπόλεως              |                | Варнава (Тирис) (с 2004)           | общины Салоник: Неаполис и Ставруполис         | 48+3                  | Неаполис (Νεάπολη Θεσσαλονίκης) — община в составе Салоник |            |
| Никопольская митрополия                            | Μητρόπολη Νικοπόλεως και Πρεβέζης                  |                | Мелетий (Каламарас) (с 1980)       |                                                | 129+3                 | Превеза                                                    |            |
| Неакринийская митрополия (Неокринская)             | Μητρόπολη Νέας Κρήνης και Καλαμαριάς               |                | Прокопий (Георгантопулос) (с 1974) | община Салоник Каламария, вкл. район Неа-Крини | 17                    | Каламария (Καλαμαριά)                                      |            |
| Парамитийская митрополия                           | Μητρόπολη Παραμυθίας, Φιλιατών και Γηρομερίου      |                | Тит (Папанакос) (с 1974)           |                                                | 149+3                 | Парамитья                                                  |            |
| Полианийская и Килкисийская митрополия             | Μητρόπολη Πολυανής και Κιλκισίου                   |                | Варфоломей (Антониу) (с 2021)      |                                                | 109+1                 | Килкис                                                     |            |
| Самосская митрополия                               | Μητρόπολη Σάμου και Ικαρίας                        |                | Евсевий (Пистолис) (с 1995)        | острова Самос и Икария                         | 118+17                | Самос                                                      |            |
| Сервийская митрополия                              | Μητρόπολη Σερβίων και Κοζάνης                      |                | Павел (Папалексиу) (с 2004)        |                                                | 94+4                  | Козани                                                     |            |
| Серрская митрополия                                | Μητρόπολη Σερρών και Νιγρίτης                      |                | Феолог (Апостолидис) (с 2003)      |                                                | 114+4                 | Серре (Σέρραι)                                             |            |
| Сидирокастронская митрополия                       | Μητρόπολη Σιδηροκάστρου                            |                | Макарий (Филофеу) (с 2001)         |                                                | 62+6                  | Сидирокастрон (Сере)                                       |            |
| Сисанийская митрополия                             | Μητρόπολη Σισανίου και Σιατίστης                   |                | Афанасий (Яннусас) (с 2019)        |                                                | 87+8                  | Сьятиста                                                   |            |
| Фессалоникийская митрополия                        | Μητρόπολη Θεσσαλονίκης                             |                | Анфим (Руссас) (с 2004)            |                                                | 41+3                  | Салоники                                                   |            |
| Филиппская митрополия                              | Μητρόπολη Φιλίππων, Νεαπόλεως και Θάσου            |                | Прокопий (Цакумакас) (с 1974)      |                                                | 93+4                  | Кавала                                                     |            |
| Флоринская митрополия                              | Μητρόπολη Φλωρίνης, Πρεσπών και Εορδαίας           |                | Феоклит (Пассалис) (с 2000)        |                                                | 117+7                 | Флорина                                                    |            |
| Хиосская митрополия                                | Μητρόπολη Χίου, Ψαρών και Οινουσσών                |                | Марк (Василакис) (с 2011)          |                                                | 109+16                | Хиос                                                       |            |
| Эдесская митрополия                                | Μητρόπολη Εδέσσης και Πέλλης                       |                | Иоиль (Франгакос) (с 2002)         |                                                | 139+8                 | Эдеса                                                      |            |
| Элассонская митрополия                             | Μητρόπολη Ελασσώνος                                |                | Харитон (Тумбас) (с 2014)          |                                                | 61+7                  | Элассона                                                   | [ 13 ]     |
| Элефтерупольская митрополия                        | Μητρόπολη Ελευθερουπόλεως                          |                | Хризостом (Авайянос) (с 2004)      |                                                | 38+4                  | Элефтеруполис                                              |            |
| Яннинская митрополия                               | Μητρόπολη Ιωαννίνων                                |                | Максим (Папаяннис) (с 2014)        |                                                | 249+11                | Янина                                                      |            |

## Автономные поместные церкви
В состав Константинопольского Патриархата входят две поместные автономные церкви, действующие на территории Финляндии и Эстонии

### Финляндская православная церковь
Финля́ндская правосла́вная це́рковь (фин. Suomen ortodoksinen kirkko, швед. Finska ortodoxa kyrkan) — автономная поместная православная Церковь, находящаяся в юрисдикции Константинопольского Патриархата.
| Название митрополии                | Греческое название | Дата основания | Правящий архиерей                       | Территория | Приходов | Монастырей | Центр     | Примечания |
| ---------------------------------- | ------------------ | -------------- | --------------------------------------- | ---------- | -------- | ---------- | --------- | ---------- |
| Куопиоская и Карельская митрополия |                    | 1923           | митрополит Арсений (Хейккинен) (с 2018) |            | 12       | 2          | Куопио    |            |
| Оулуская митрополия                |                    | 1980           | митрополит Илия (Валгрен) (с 2015)      |            | 5        |            | Оулу      |            |
| Хельсинкская митрополия            |                    | 1945           | архиепископ Лев (Макконен) (с 2018)     |            | 8        | 1          | Хельсинки |            |

### Эстонская апостольская православная церковь
Эсто́нская апо́стольская правосла́вная це́рковь (ЭАПЦ; эст. Eesti Apostlik-Õigeusu Kirik) — автономная православная церковь в юрисдикции Константинопольской Православной Церкви.
| Название митрополии      | Греческое название               | Дата основания | Правящий архиерей                | Территория | Приходов | Монастырей | Центр  | Примечания |
| ------------------------ | -------------------------------- | -------------- | -------------------------------- | ---------- | -------- | ---------- | ------ | ---------- |
| Пярну-Сааремская епархия | Επισκοπή του Πιαρνού και Σααρέμα | 2008           | епископ Александр (Хопёрский)    |            | 5        |            | Пярну  |            |
| Таллинская митрополия    | Μητρόπολης του Τάλιν             | 1996           | митрополит Стефан (Хараламбидис) |            | 6        | 1          | Таллин |            |
| Тартуская епархия        | Επισκοπή του Ταρτού              | 2008           | епископ Илия (Ояперв)            |            | 5        |            | Тарту  |            |

## Диаспора

### Европа
| Название митрополии                                                                               | Греческое название                            | Дата основания | Правящий архиерей | Территория                                | Приходов | Монастырей | Центр     | Примечания                       |
| ------------------------------------------------------------------------------------------------- | --------------------------------------------- | -------------- | --- | ----------------------------------------- | -------- | ---------- | --------- | -------------------------------- |
| Австрийская митрополия                                                                            | Μητρόπολη Αυστρίας                            | 1963           | Арсений (Кардамакис) (с 2011)                                                                                                   | Австрия, Венгрия                          | 7        | 0          | Вена      |                                  |
| Бельгийская митрополия Евменийское викариатство                                                   | Μητρόπολη Βελγίου                             | 1969           | митрополит Афинагор (Пекстадт) (с 2013) епископ Максим (Мастихис)                                                               | Бельгия, Люксембург, Нидерланды           | 29       | 1          | Брюссель  | Информация с сайта               |
| Германская митрополия Аристийское викариатство Арианзское викариатство Лефкийское викариатство    | Μητρόπολη Γερμανίας                           | 1963           | митрополит Августин (Лабардакис) (с 1980) епископ Василий (Циопанас) епископ Варфоломей (Кессидис) епископ Евмений (Тамиолакис) | Германия                                  | 166      |            | Бонн      |                                  |
| Испанская и Португальская митрополия                                                              | Μητρόπολη Ισπανίας και Πορτογαλίας            | 2003           | митрополит Поликарп (Ставропулос) (с 2007)                                                                                      | Испания (7), Португалия (7)               | 14       | 0          | Мадрид    |                                  |
| Итальянская митрополия                                                                            | Μητρόπολη Ιταλίας και Μελίτης                 | 1991           | митрополит Геннадий (Зервос) (с 1996)                                                                                           | Италия, Мальта                            | 74       | 8          | Венеция   |                                  |
| Фиатирская архиепископия Диоклийское викариатство Кианийское викариатство Тропейское викариатство | Αρχιεπισκοπή Θυατείρων και Μεγάλης Βρεταννίας | 1922           | архиепископ Никита (Лулиас) (с 2019) митрополит Каллист (Уэр) епископ Хризостом (Маврояннопулос) епископ Афанасий (Феохарус)    | Великобритания, Ирландия                  | 108      | 1          | Лондон    |                                  |
| Галльская митрополия                                                                              | Μητρόπολη Γαλλίας                             | 1963           | митрополит Галльский Димитрий (Плумис) (с 25 июля 2021 года)                                                                    | Франция                                   | 38       | 5          | Париж     | см. также Православие во Франции |
| Швейцарская митрополия Лампсакийское викариатство                                                 | Μητρόπολη Ελβετίας                            | 1982           | митрополит Максим (Пофос) (с 2018)                                                                                              | Швейцария, Лихтенштейн                    | 9        |            | Шамбези   |                                  |
| Шведская и Скандинавская митрополия                                                               | Μητρόπολη Σουηδίας και πάσης Σκανδιναυΐας     | 1969           | митрополит Клеопа (Стронгилис) (с 2014)                                                                                         | Швеция (1), Норвегия (1), Дания, Исландия | 2        |            | Стокгольм |                                  |

### Америка
В 1921 году, была создана единая Греческая архиепископия Северной и Южной Америки под юрисдикцией Элладской церкви. В следующем году её перевели в состав Константинопольской церкви, а в 1996 году из её состава вывели митрополии Канады (Торонтская), Мексики и Центральной Америки (Мехико) и Южной Америки (Буэнос-Айрес). Таким образом в составе Американской архиепископии остались только приходы в США. Украинская православная церковь в Канаде (принята в юрисдикцию Константинопольского патриархата 1 апреля 1990 года), Американская Карпаторосская православная епархия (учреждена в 1938 году), Украинская православная церковь в США (принята в юрисдикцию Константинопольского патриархата 12 марта 1995 года) подчиняются непосредственно Константинопольскому патриарху.
| Название митрополии                                                                               | Греческое название       | Дата основания | Правящий архиерей                                                                    | Территория | Приходов | Монастырей | Центр        | Примечания |
| ------------------------------------------------------------------------------------------------- | ------------------------ | -------------- | ------------------------------------------------------------------------------------ | --- | -------- | ---------- | ------------ | ---------- |
| Буэнос-Айресская митрополия, экзархат Южной Америки Катанское викариатство Патарское викариатство | Μητρόπολη Μπουένος Άιρες | 1996           | митрополит Тарасий (Антонопулос) (с 2001) епископ Иаков (Климис) епископ Иосиф (Бош) | южная часть Южной Америки: Аргентина, Чили, Уругвай, Перу, Эквадор                                                               | 29       |            | Буэнос-Айрес |            |
| Мексиканская митрополия (до 2005 — Панамская митрополия) Скопельское викариатство                 | Μητρόπολη Μεξικού        | 1996           | митрополит Афинагор (Анастасиадис) (с 1996) епископ Панкратий (Дубас)                | Мексика (5), Панама (2), Венесуэла (7), Колумбия (5), Белиз (1), Куба (2), Гаити (2), Пуэрто-Рико (1), Мартиника (1), Коста-Рика | 26       | (1)        | Мехико       |            |
| Канадская архиепископия (до 2019 — Торонтская митрополия) Андидское викариатство                  | Αρχιεπισκοπή Καναδᾶ      | 1996           | архиепископ Сотирий (Атанасулас) (1979-) епископ Христофор (Ракинтзакис)             | Канада | 76       | 2          | Торонто      |            |

#### Американская архиепископия
Архиепископия включает более 540 приходов и 800 священников в 9 епархиях:
| Название митрополии                                                                     | Греческое/английское название                          | Дата основания | Правящий архиерей                                                       | Территория | Приходов | Монастырей | Центр         | Примечания |
| --------------------------------------------------------------------------------------- | ------------------------------------------------------ | -------------- | ----------------------------------------------------------------------- | --- | -------- | ---------- | ------------- | ---------- |
| Атлантская митрополия                                                                   | Μητρόπολη Ατλάντας Metropolis of Atlanta               |                | митрополит Алексий (Панайотопулос) (с 1999)                             | |          |            | Атланта       |            |
| Бостонская митрополия                                                                   | Μητρόπολη Βοστώνης Metropolis of Boston                | 1922           | митрополит Мефодий (Турнас) (с 1984)                                    | штаты Коннектикут, Мэн, Массачусетс, Нью-Гэмпшир, Род-Айленд, Вермонт                                                                    | 63       |            | Бостон        | [ 15 ]     |
| Денверская митрополия                                                                   | Μητρόπολη Ντένβερ Metropolis of Denver                 |                | митрополит Исаия (Хронопулос) (с 1992)                                  | |          |            | Денвер        |            |
| Детройтская митрополия                                                                  | Μητρόπολη Ντητρόιτ Metropolis of Detroit               |                | митрополит Николай (Писсарис) (с 1999)                                  | |          |            | Детройт       |            |
| Нью-Джерсийская митрополия                                                              | Μητρόπολη Νέας Ιερσέης Metropolis of New Jersey        |                | митрополит Евангел (Курунис) (с 2003)                                   | |          |            |               |            |
| Американская архиепископия (Архиепископский округ в Нью-Йорке) Ксанфосское викариатство | Archdiocese of New York                                |                | архиепископ Елпидифор (Ламбриниадис) (с 2019) епископ Димитрий (Кушелл) | город Нью-Йорк, штаты Нью-Йорк, Делавэр, Мэриленд, Виргиния, округ Колумбия, западная часть Коннектикута и некоторые общины Пенсильвании |          |            | Нью-Йорк      |            |
| Питтсбургская митрополия                                                                | Μητρόπολη Πιττσβούργου Metropolis of Pittsburgh        | 1979           | митрополит Савва (Зембиллас) (с 2011)                                   | центральная и восточная части Огайо, Западная Виргиния, западная, центральная и северная части штата Пенсильвания                        | 52       |            | Питтсбург     | [ 16 ]     |
| Сан-Францисская митрополия                                                              | Μητρόπολη Αγίου Φραγκίσκου Metropolis of San Francisco | 1922           | митрополит Герасим (Михаэлас) (с 2005)                                  | |          |            | Сан-Франциско |            |
| Чикагская митрополия                                                                    | Μητρόπολη Σικάγου Metropolis of Chicago                | 1922           | митрополит Нафанаил (Симеонидис) (с 2018)                               | штаты Иллинойс, северная Индиана, Айова, Миннесота, восточная Миссури, Висконсин                                                         | 61       | 2          | Чикаго        | [ 17 ]     |

#### Украинская православная церковь в Канаде
| Название митрополии                                          | Греческое название                     | Английское название                        | Украинское название                  | Дата основания | Правящий архиерей                         | Территория | Приходов | Монастырей | Центр    | Примечания |
| ------------------------------------------------------------ | -------------------------------------- | ------------------------------------------ | ------------------------------------ | -------------- | ----------------------------------------- | ---------- | -------- | ---------- | -------- | ---------- |
| Украинская православная церковь в Канаде Центральная епархия | Ουκρανική Ορθόδοξη Εκκλησία του Καναδά | Ukrainian Orthodox Church of Canada (UOCC) | Українська православна церква Канади | 1918           | митрополит Виннипегский Георгий (Калищук) |            |          |            | Виннипег |            |
| Западная епархия                                             |                                        |                                            |                                      | 1918           | епископ Эдмонтонский Иларион (Рудник)     |            |          |            | Эдмонтон |            |
| Восточная епархия                                            |                                        |                                            |                                      | 1951           | епископ Саскатунский Андрей (Пешко)       |            |          |            | Торонто  |            |

#### Американская Карпаторосская православная епархия
| Название митрополии                              | Греческое название                                         | Английское название                                | Русинское название                             | Дата основания | Правящий архиерей                | Территория           | Приходов | Центр                    |
| ------------------------------------------------ | ---------------------------------------------------------- | -------------------------------------------------- | ---------------------------------------------- | -------------- | -------------------------------- | -------------------- | -------- | ------------------------ |
| Американская Карпаторосская православная епархия | Οι υπό το Οικουμενικό Πατριαρχείο Καρπαθορώσσοι των Η.Π.Α. | American Carpatho-Russian Orthodox Diocese (ACROD) | Американська карпаторуська православна єпархія | 1938           | епископ Нисский Григорий (Тацис) | США (76), Канада (2) | 78       | Джонстаун (Пенсильвания) |

#### Албанская православная епархия Америки
| Название митрополии                    | Греческое название | Английское название                | Дата основания | Глава                                 | Территория           | Приходов | Монастырей | Центр              |
| -------------------------------------- | ------------------ | ---------------------------------- | -------------- | ------------------------------------- | -------------------- | -------- | ---------- | ------------------ |
| Албанская православная епархия Америки |                    | American Albanian Orthodox Diocese |                | митрополит Филомилийский Илия (Катре) | США: Чикаго и Бостон | 2        |            | Лас-Вегас (Невада) |

#### Украинская православная церковь в США
| Название митрополии                    | Английское название                               | Украинское название               | Дата основания | Правящий архиерей                       | Территория | Приходов | Монастырей | Центр           | Примечания |
| -------------------------------------- | ------------------------------------------------- | --------------------------------- | -------------- | --------------------------------------- | ---------- | -------- | ---------- | --------------- | ---------- |
| Украинская православная церковь в США  | Ukrainian Orthodox Church of the USA (UOC of USA) | Українська православна церква США | 1995           | митрополит Иерапольский Антоний (Щерба) |            |          |            | Саут-Баунд-Брук |            |
| Западная епархия                       |                                                   | Західна єпархія                   |                | епископ Памфильский Даниил (Зелинский)  |            |          |            | Чикаго          |            |
| Куритибская и Южноамериканская епархия |                                                   |                                   |                | епископ Аспендский Иеремия (Ференс)     |            |          |            | Куритиба        |            |
| Восточная епархия                      |                                                   | Східна єпархія                    |                | митрополит Иерапольский Антоний (Щерба) |            |          |            | Нью-Йорк        |            |
| Украинские приходы в Западной Европе   |                                                   |                                   |                | епископ Парнасский Иоанн (Деревянка)    |            |          |            | Генк            |            |

### Дальний Восток,АвстралияиОкеания
| Название митрополии                                                                                   | Греческое название       | Дата основания | Правящий архиерей                                                                                            | Территория                                      | Приходов | Монастырей | Центр      | Примечания |
| --- | ------------------------ | -------------- | --- | ----------------------------------------------- | -------- | ---------- | ---------- | --- |
| Австралийская архиепископия Аполлонийское викариатство Дервское викариатство Дорилейское викариатство | Αρχιεπισκοπή Αυστραλίας  | 1924           | Макарий (Гриниезакис) (с 2019) епископ Серафим (Гинис) епископ Иезекииль (Кефалас) епископ Никандр (Паливос) | Австралия                                       | 113      | 8          | Сидней     | |
| Гонконгская митрополия (OMHKSEA, Митрополия Гонконга и Юго-Восточной Азии)                            | Μητρόπολη Χονγκ Κονγκ    | 1996           | митрополит Нектарий (Цилис) (с 2008)                                                                         | Гонконг (1), Тайвань (1), Филиппины (6)         | 8        | 1          | Гонконг    | Неканонически претендует на территорию КАПЦ                                                                           |
| Корейская митрополия (Корейская Православная церковь)                                                 | Μητρόπολη Κορέας         | 2004           | митрополит Корейский Амвросий (Зографос) (с 2008)                                                            | Южная Корея (7), Япония (1)                     | 8        | 2          | Сеул       | русские и корейцы |
| Новозеландская митрополия                                                                             | Μητρόπολη Νέας Ζηλανδίας | 1970           | митрополит Мирон (Ктистакис) (с 2018)                                                                        | Новая Зеландия (7), Фиджи (1)                   | 9        |            | Веллингтон | Планирует организацию миссий на Тонга и Самоа                                                                         |
| Сингапурская митрополия                                                                               | Μητρόπολη Σιγκαπούρης    | 2008           | митрополит Константин (Цилис) (с 2011)                                                                       | Сингапур, Индия, Индонезия, Малайзия и Пакистан |          |            | Сингапур   | претендует на юрисдикцию над следующими странами: Афганистан, Мальдивские острова, Бангладеш, Непал, Бутан, Шри-Ланка |

## Патриаршие ставропигии
| Название                                                  | Дата основания                    | Правящий архиерей | Территория | Приходов | Примечания |
| --------------------------------------------------------- | --------------------------------- | --- | --- | --- | ---------- |
| Афон, он же Автономное монашеское государство Святой Горы | 1312 год                          | Высшим законодательным и судебным органом монастырского управления Святой Горы является Чрезвычайное двадцатичленное собрание — Протат, состоящее из настоятелей всех 20 монастырей. Исполнительная власть принадлежит Священному Киноту и Священной Эпистасии | Полуостров Айон-Орос | 20 правящих ставропигальных монастырей: Великая Лавра, Ватопед, Иверон, Хиландар, Дионисиат, Кутлумуш, Пантократор, Ксиропотам, Зограф, Дохиар, Каракал, Филофей, Симонопетра, Святого Павла, Ставроникита, Ксенофонт, Григориат, Эсфигмен, Пантелеимонов, Констамонит. Также 12 скитов, келлии, каливы, кафисмы, исихастерии. |            |
| Патриарший экзархат Патмоса                               | 1079 год                          | архимандрит Антипа (Никитарас) | острова Патмос, Липси, Агатонисион и Арки                                                                                   | 10 приходов и 4 монастыря |            |
| Монастырь Святой Анастасии Узорешительницы                | 1542 год                          | митрополит Милетский, ипертим и экзарх Ионии Апостол (Вулгарис) | Монастырь Святой Анастасии Узорешительницы в общине (диме) Полийирос и храм Богородицы Фанеромени в посёлке Неа-Сикиони     | 1 |            |
| Влатадон                                                  | 1351 год                          | епископ Аморийский Никифор (Психлудис) | Монастырь Влатадон в Салониках, подворья вмч. Георгия Победоносца в Каламарье и святителя Николая Чудотворца близ Галатисты | 1 |            |
| Монастырь Святого Иоанна Крестителя                       | 1959 год                          | иеромонах Петр (Вризас) | Монастырь Святого Иоанна Крестителя в Толешант Найтсе, в графстве Эссекс                                                    | 1 |            |
| Монастырь Успения Пресвятой Богородицы                    | 1965 год                          | ? | Монастырь Успения Пресвятой Богородицы в Малбисе, Алабама                                                                   | 1 |            |
| Монастырь Святой Ирины Хрисоваланту                       | 1972 год                          | ? | Монастырь Святой Ирины Хрисоваланту в Нью-Йорке                                                                             | 1 |            |
| Ставропигия Константинопольского патриархата в Киеве      | 1592 год, возобновлена — 2018 год | епископ Команский Михаил (Анищенко) | Андреевская церковь Киева                                                                                                   | 1 |            |